# Kalopígadho
Kalopígadho (Kalopigado, Vromopousi) är en ort i Grekland.   Den ligger i prefekturen Nomarchía Anatolikís Attikís och regionen Attika, i den sydöstra delen av landet, 40 km sydost om huvudstaden Aten. Kalopígadho ligger 1 meter över havet och antalet invånare är 474.
Terrängen runt Kalopígadho är kuperad västerut, men åt sydost är den platt. Havet är nära Kalopígadho österut. Närmaste större samhälle är Lávrio, 7,4 km söder om Kalopígadho. 